# Váchův špejchar
Váchův špejchar je tradičně používané označení usedlosti čp. 10 s barokní sýpkou v Drážkově, části obce Svatý Jan v okrese Příbram ve Středočeském kraji. Váchův špejchar je zároveň také název malého zemědělského muzea a galerie, umístěných v areálu historické usedlosti. Památkově chráněná usedlost se špýcharem, na jehož místě původně stála středověká tvrz, je zapsaná v Ústředním seznamu nemovitých kulturních památek České republiky. Usedlost je v soukromém vlastnictví rodiny, která zde hospodaří již od 17. století.

## Historie
První písemná zmínka o vsi Drážkově pochází z roku 1257. Podle informací, prezentovaných majiteli historické usedlosti čp. 10, na místě tohoto hospodářství původně stála středověká tvrz, vybudovaná někdy na přelomu 13. a 14. století. V památkovém katalogu Národního památkového ústavu se pouze souhrnně uvádí, že areál venkovské hospodářské usedlosti byl budován postupně v rozmezí 15. až 18. století. Existují domněnky, že původní tvrz byla zničena během třicetileté války v roce 1645, kdy švédské vojsko překročilo Vltavu a táhlo na Benešovsko, kde se pak 6. března 1645 u Jankova odehrála bitva mezi Švédy a císařskými vojsky.
První záznam o Váchově rodu jako o majitelích usedlosti v Drážkově je zapsán již v berní rule, historicky prvním soupisu daňových povinností v Českém království z roku 1654. V letech 1680 až 1700 bylo torzo gotické tvrze přestavěno na dvoupatrovou barokní sýpku.
František a Pavel Váchovi získali špýchar, využívaný zemědělským nákupním a zásobovacím závodem, zpět do svého vlastnictví v roce 1992. Objekt sýpky byl zchátralý, ve štítech byly velké praskliny, vlastníci se však rozhodli pro jeho rekonstrukci.

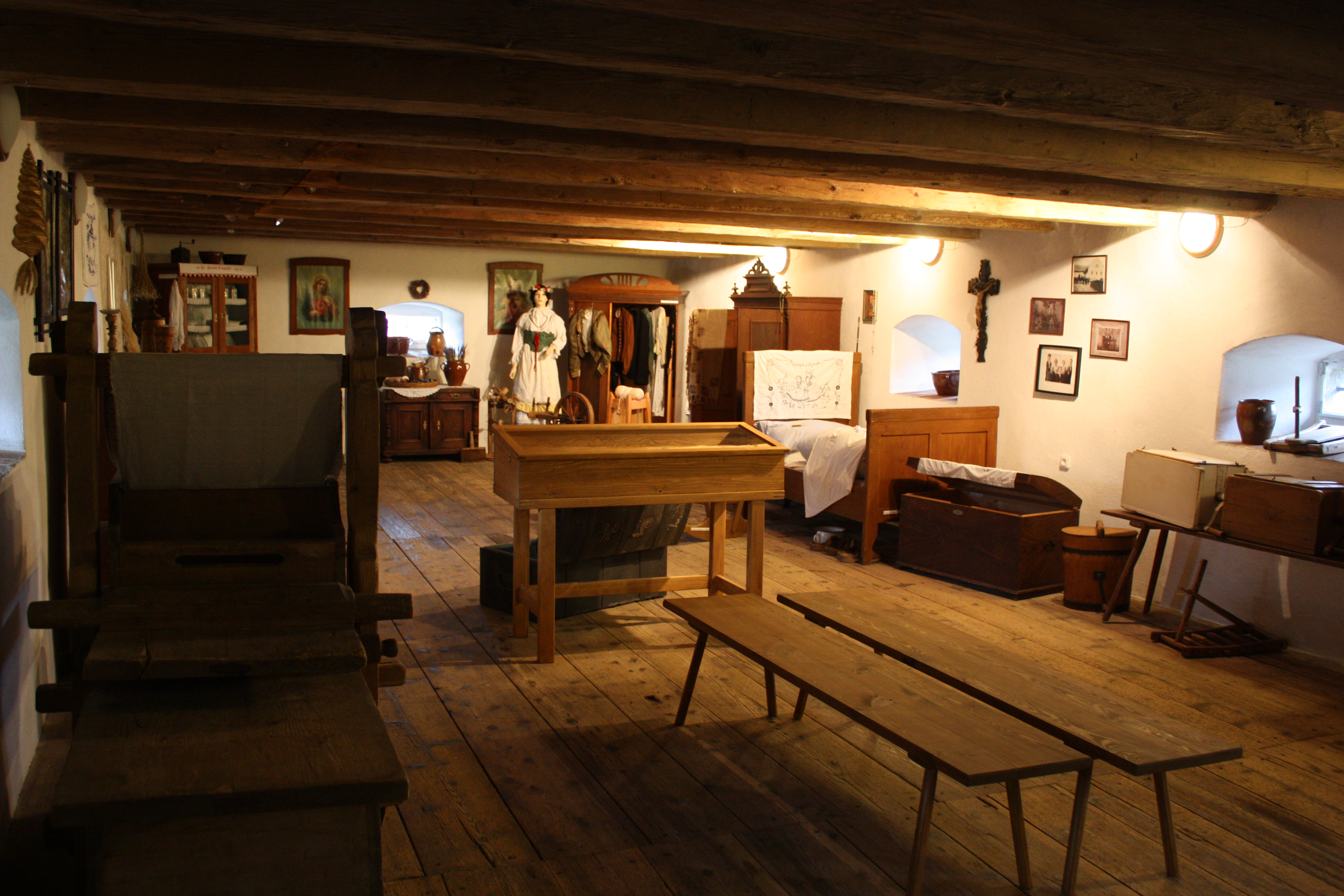
Interiér muzea "Váchův špejchar"

Jako první přišla na řadu v roce 2001 rekonstrukce objektu pro bydlení a posléze v roce 2004 také úprava nádvoří a rekonstrukce elektroinstalace a rozvodů vody. Poté následovala první etapa rekonstrukce špýcharu, která stála 1 126 000 Kč (z toho zhruba polovinu uhradilo Ministerstvo kultury ČR) a která byla dokončena v roce 2008. V dalším roce proběhla druhá etapa rekonstrukce barokní sýpky. Náklady na tuto etapu činily 2 123 000 Kč, z nichž většinu hradil vlastník.  Ministerstvo kultury přispělo částkou 400 000 Kč a Středočeský kraj 200 000 Kč. Během rozsáhlých prací, které zahrnovaly také archeologický průzkum, byly obnoveny tvary a barvy fasády do původní podoby z roku 1680. Původní vzhled získala i ohradní zeď s bránou s kamenným ostěním.
Poslední etapa oprav byla ukončena kolaudací 22. října 2009, muzeum "Váchův špejchar" bylo slavnostně otevřeno 15. května 2010. Péče vlastníků o tuto významnou historickou památku byla oceněna v roce 2011 vítězstvím ve čtvrtém ročníku soutěže "Má vlast v srdci Evropy", pořádané Památkovou komorou ČR ve spolupráci s Českou radou dětí a mládeže, Národním památkovým ústavem a Spolkem pro obnovu venkova. Muzeum je otevřeno od 1. května do 30. října vždy od pátku do neděle od 12 do 17 hodin, případně podle telefonické domluvy.

## Popis
Usedlost čp. 10 se nachází na severní straně malého trojúhelníkového prostranství v centru Drážkova nedaleko budovy bývalé synagogy, která je dnes sídlem Obecního úřadu Svatý Jan. Areál je rozložen na čtvercovém půdorysu a zahrnuje obytný dům se stájemi, dále sýpku a ohradní zdi s branou. Na jižní straně směrem k návsi je klenutá brána, menší hospodářská budova a mohutná dvoupatrová sýpka. Obytný dům, stavebně propojený s budovami stájí, je v severní, vnitřní straně dvora. Na severní a východní straně usedlost obklopují ohradní zdi.
Podle záznamu na jednom z trámu v podstřeší měla sýpka do roku 1854 doškovou střechu, poté byla pokryta pálenými taškami. Při rekonstrukci objektu byly pod barokní omítkou objeveny gotické portály středověké tvrze. Usedlost byla orgány památkové péče charakterizována jako "mimořádně hodnotný celek v obci, jejíž stavební minulost přesahuje svým významem rámec kraje".